# Bystryzja (Fluss)
Die Bystryzja (ukrainisch Бистриця; russisch Быстрица, Bystriza; polnisch Bystrzyca) ist ein rechter Nebenfluss des Dnister in der West-Ukraine.
Der Oberlauf der Bystryzja ist zweigeteilt und nach der jeweils anliegenden größten Stadt benannt: Bystryzja Nadwirnjanska (rechts, ukrainisch Бистриця Надвірнянська) nach der Stadt Nadwirna bzw. Bystryzja Solotwynska (links, ukrainisch Бистриця Солотвинська) nach Solotwyn. Die Bystryzja Nadwirnjanska (früher auch polnisch Czarna Bystrzyca ‚Schwarze Bystryca‘ genannt) ist 94 km lang und hat ein Einzugsgebiet von 1.580 km². Die Bystryzja Solotwynska (früher auch polnisch Złota Bystrzyca ‚Goldene Bystryca‘ genannt) ist 82 km lang und hat ein Entwässerungsgebiet von 795 km². Beide entspringen im Gorgany-Gebirge der ukrainischen Karpaten (Oblast Iwano-Frankiwsk), fließen annähernd parallel zueinander nach Nordosten und sind typische Gebirgsflüsse, bis sie in die Vorkarpaten-Ebene kommen.
Unmittelbar nördlich von Iwano-Frankiwsk fließen die beiden Teilflüsse zusammen. Die nun vereinigte Bystryzja mündet allerdings schon nach 17 km südlich von Halytsch bei der Stadt Jesupil (Jezupol) in den Dnister.
Der Name bedeutet in etwa so viel wie „sich geschwind bewegend“ vom ukrainischen Wort бистрий für „geschwind“ oder „eilig“
Da die Bystryzja im Unterlauf in der Ebene früher oft ihr Bett verlegte, wurde dies durch Flussdeiche eingeschränkt.
Siehe auch: Bystritza